# Le Bruit et l'Odeur (album)
Pour les articles homonymes, voir Le Bruit et l'Odeur.
Albums de Zebda
L'Arène des rumeurs
(1992) Essence ordinaire
(1998)
Singles
Le Bruit et l'Odeur est le deuxième album studio du groupe de rock français Zebda, sorti le 29 octobre 1995.

## Historique
Avec cet album le groupe confirme ses préoccupations sociales tout en les mettant en musique par des guitares vigoureuses et des samples engagés. Le titre donne le ton en reprenant des propos très controversés de Jacques Chirac. Ce disque expose la vie des populations immigrées et des deuxièmes générations nées en France et leur utilisation de la tchatche comme outil de la révolte.
Le disque est dédié aux joueurs de handball de l'OM Vitrolles de la saison 1994/1995.
Porté par le succès d'Essence ordinaire (paru en 1998), cet album a finalement atteint, deux ans après sa sortie originelle, les 100 000 exemplaires vendus, et s'est donc vu attribuer un disque d'or.

## Liste des titres
1. Toulouse - 3 min 48 s
2. Taslima - 3 min 07 s
3. La Faucille et le Marteau - 2 min 53 s
4. Le Bruit et l'Odeur - 4 min 57 s
5. La Bête (J-M-L-P) - 3 min 30 s
6. France 2 - 4 min 31 s
7. Maanouche - 20 s
8. Le Bilan - 3 min 06 s
9. Chômage - 2 min 31 s
10. Mon père m'a dit - 3 min 56 s
11. Matabiau - 2 min 52 s
12. Dub du village - 40 s
13. Ma rue - 3 min 33 s
14. Basket Bolk - 18 s
15. Cameroun - 2 min 16 s
16. Héréditaire - 4 min 23 s
17. France dub - 2 min 41 s